# Chaetosiphon potentillae
Chaetosiphon potentillae är en insektsart som först beskrevs av Walker 1850.  Chaetosiphon potentillae ingår i släktet Chaetosiphon och familjen långrörsbladlöss. Arten är reproducerande i Sverige. Inga underarter finns listade i Catalogue of Life.